# Seznam latinských antiochijských patriarchů
Latinský patriarchát antiochijský byl zřízen v průběhu první křížové výpravy roku 1099 Bohemundem, prvním křižáckým knížetem antiochijským. Po roce 1268 se stal pouze titulárním sídlem, jehož sídlem byla bazilika Santa Maria Maggiore. Titulární latinský patriarchát v Antiochii byl v katolické církvi zrušen v roce 1964.

## Rezidenční latinští patriarchové antiochijští
- Pierre de Narbonne ? (1098–1100)
- Bernard de Valence (1100–1135, zemřel)
- Rodolfo di Domfront (1135–1142, zemřel)
- Aimery de Limoges (1142–1187/1193/1196, zemřel)
  - Rodolfo (1188–1200, zemřel)
- Pierre d'Angoulême (1201–1208, zemřel)
- Pierre, O.Cist. (1209–?)
- Pietro Capuano (1219–1219, jmenován kardinálem)
- Rainer (1219–1225, zemřel)
- Alberto Rezzato (1226–1246, zemřel)
- Opizzo Fieschi (1246–1291, zemřel), od roku 1268 titulární patriarcha

## Titulární latinští patriarchové alexandrijští
- Isnardo Tacconi, O.P. (1311–1329 zemřel)
- Geraldo Oddone, O.F.M. (1342–1348, zemřel)
- Raymond de Salg (1364–1374, zemřel)
- Pedro Clasqueri (1375–1380, zemřel)
- Seguin d'Authon (1380–1395, zemřel)
- Václav Králík z Buřenic (1397–1416)
- Jan, C.R.S.A. (1408–?)
- Denis du Moulin (1439–1447, zemřel)
- Giacomo Giovenale Orsini (1449–1457, zemřel)
- Guillaume de la Tour (1457–1470, zemřel)
- Guglielmo (1471–1471?)
- Gérard de Crussol (1471–1472, zemřel)
- Lorenzo Zane ( 1473–1485, zemřel)
- Giordano Gaetano (1485–?)
- Sebastiano (1495? – ?)
- Alfonso Carafa (1504–?)
- Ignatius ? (1529–?)
- Fernando de Loaces, O.P. (1566–1568, zemřel)
- Svatý Juan de Ribera (1568–1611, zemřel)
- Tommaso d'Avalos d'Aragona (1611–1622?, zemřel)
- Luigi Caetani (1622–1626, rezignoval)
- Giovanni Battista Pamphilj (1626–1626)
- Cesare Monti (1629–1633)
- Fabio de Lagonissa (1634–1659, zemřel)
- Giacomo Altoviti (1667–1693, zemřel)
- Michelangelo Mattei (1693–1699, zemřel)
- Charles Thomas Maillard de Tournon (1701–1707, jmenován kardinálem)
- Giberto Bartolomeo Borromeo (1711–1717, jmenován kardinálem)
- Filippo Anastasi (1724–1735, zemřel)
- Joaquín Fernández Portocarrero (1735–1743, jmenován kardinálem)
- Antonio Maria Pallavicini (1743–1749, zemřel)
- Ludovico Calini (1751–1766, jmenován kardinálem)
- Domenico Giordani (1766–1781, zemřel)
- Carlo Camuzi (1781–1788, zemřel)
- Giulio Maria Della Somaglia (1788–1795)
- Giovanni Francesco Guidi di Bagno-Talenti (1795–1799, zemřel)
- Antonio Despuig y Dameto (1799–1803, jmenován kardinálem)
- Lorenzo Girolamo Mattei (1822–1833, jmenován kardinálem)
- Antonio Piatti (1837–1841, zemřel)
- Giovanni Niccolò Tanara (1845–1853, zemřel)
- Alberto Barbolani di Montauto (1856–1857, zemřel)
- Giuseppe Melchiade Ferlisi (1858–1860, jmenován latinským patriarchou konstantinopolským)
- Carlo Belgrado (1861–1866, zemřel)
- Paolo Brunoni (1868–1877, zemřel)
- Pietro De Villanova Castellacci (1879–1881, zemřel)
- Placido Ralli ( 1882–1884, zemřel)
- Vincenzo Tizzani, C.R.L. (1886–1892, zemřel)
- Francesco di Paola Cassetta (1895–1899, jmenován kardinálem)
- Carlo Nocella (1899–1901, jmenován latinským patriarchou konstantinopolským)
- Lorenzo Passerini (1901–1915, zemřel)
- Władysław Michał Zaleski (1916–1925, zemřel)
- Roberto Vicentini (1925–1953, zemřel)